# 식용유

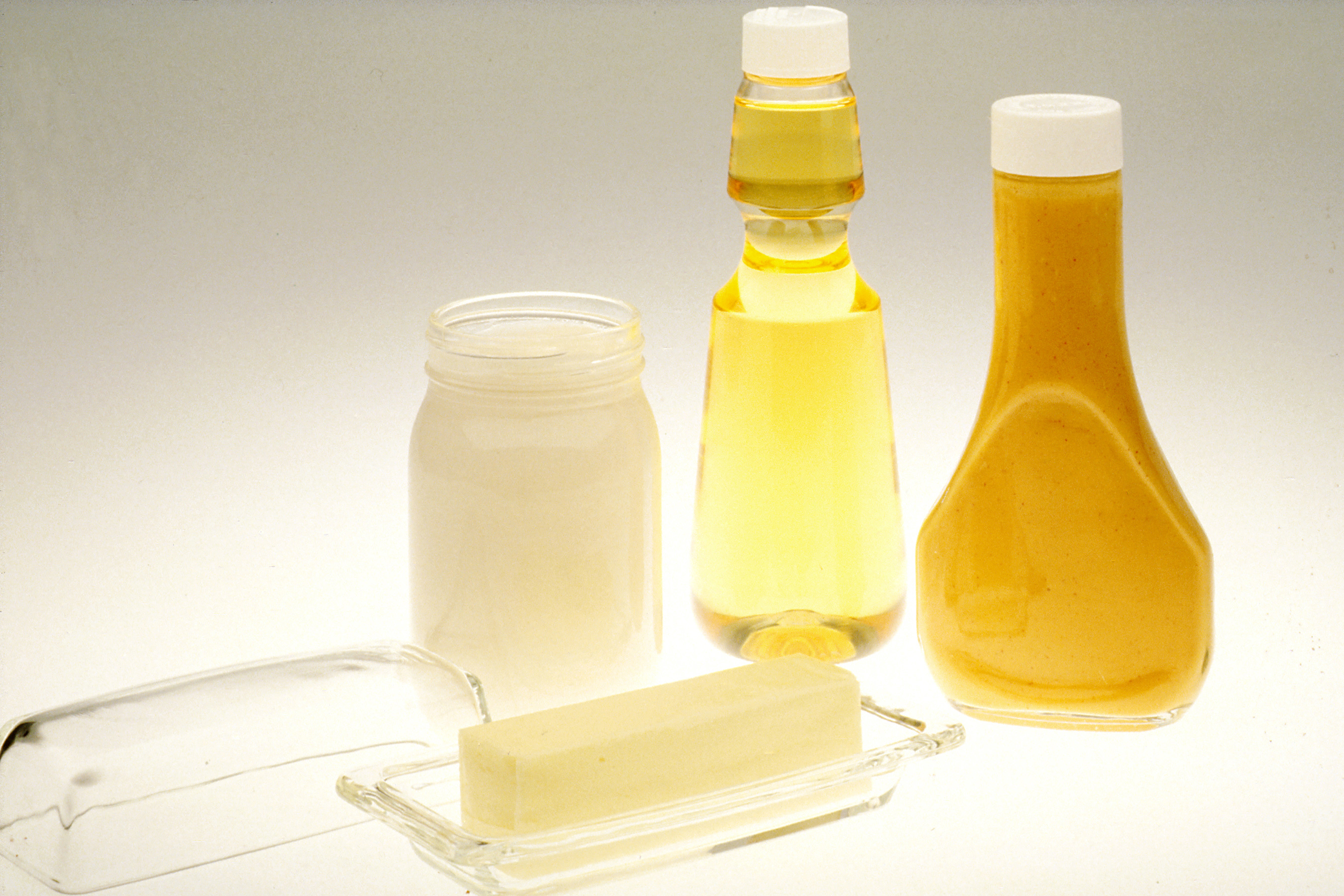
다양한 종류의 식용유

식용유(食用油, 영어: cooking oil)는 식물이나 동물로 부터 얻거나, 또는 인조로 합성한 기름 중, 먹는 용도의 기름을 말한다. 15℃에서 완전한 액체상(液體狀)이 되며, 보통 지짐, 튀김 등의 조리에 이용된다. 육류 등 식품의 저장에 사용되기도 하고, 가열 없이 샐러드 드레싱이나 빵에 찍어먹는 소스로 먹기도 한다. 열량은 1 g당 9 kcal로서 영양소 중에서 단위중량당 가장 높은 칼로리를 가지고 있는 열량원이다.
일부 포화지방을 함유한 코코넛유, 팜유,(영어:palm kernel oil) 등의 경우는 실온에서도 고체 상태이기는 하지만, 일반적으로 식용유는 실온에서 액체 상태이다. 상온에서 고체상인 것을 지방(脂肪)이라고 한다.
식물을 원료로 하는 식용유는 그 종류가 다양하다. 면실유, 콩기름, 옥수수기름, 땅콩기름, 호두기름, 카놀라유, 포도씨유, 올리브유, 팜유 등이 있고, 동물에서 얻는 식용유로는 우유를 이용한 버터와 돼지 기름을 가공한 라드 등이 있다. 식용유와 같은 용도로 사용하는 반고체형 식용기름으로는 버터의 대용품인 마가린과 식용유를 경화한 쇼트닝 등이 있다. 고추를 넣어 매운맛을 더한 고추기름을 만들어 쓰듯이, 맛과 향을 위해 파, 마늘이나 허브 같은 재료를 더하기도 한다.
고대 이집트, 로마, 중국에서 부터 올리브유나 콩기름 등을 사용해 왔으나 비교적 생산량이 적은 편이라 가격이 비샀으며, 식용유가 일반 가정에서 튀김요리를 할 수 있을 정도로 풍족해지고 대중화가 이루어 진 시기는 면실유와 콩기름의 대량 생산이 이루어진 20세기 초반 부터이다. 전세계 시장 점유율 1위는 팜유이고 2번째가 콩기름이며 한국에서는 콩기름이 가장 많이 소비되고 있다. 또한 한국에서 식용유가 저렴해진 시기는 동방유량(現 해표식용유)과 CJ제일제당(現 백설식용유)이 식용류를 대량 생산하기 시작한 1970년대이며, 이때 부터 튀김 요리가 활성화 되었다.
식물성 기름이 동물성 기름보다 건강에 좋다고 알려져 있었으나 이를 뒤집는 연구결과가 지속적으로 발표되며 논란이 진행중에 있다. 불포화 지방을 고체화 하는 과정에서 생성되는 트랜스 지방이 건강에 해롭다고 하여 현재 쇼트닝 종류의 사용은 줄어드는 추세이다.

## 역사

### 유럽과 미국

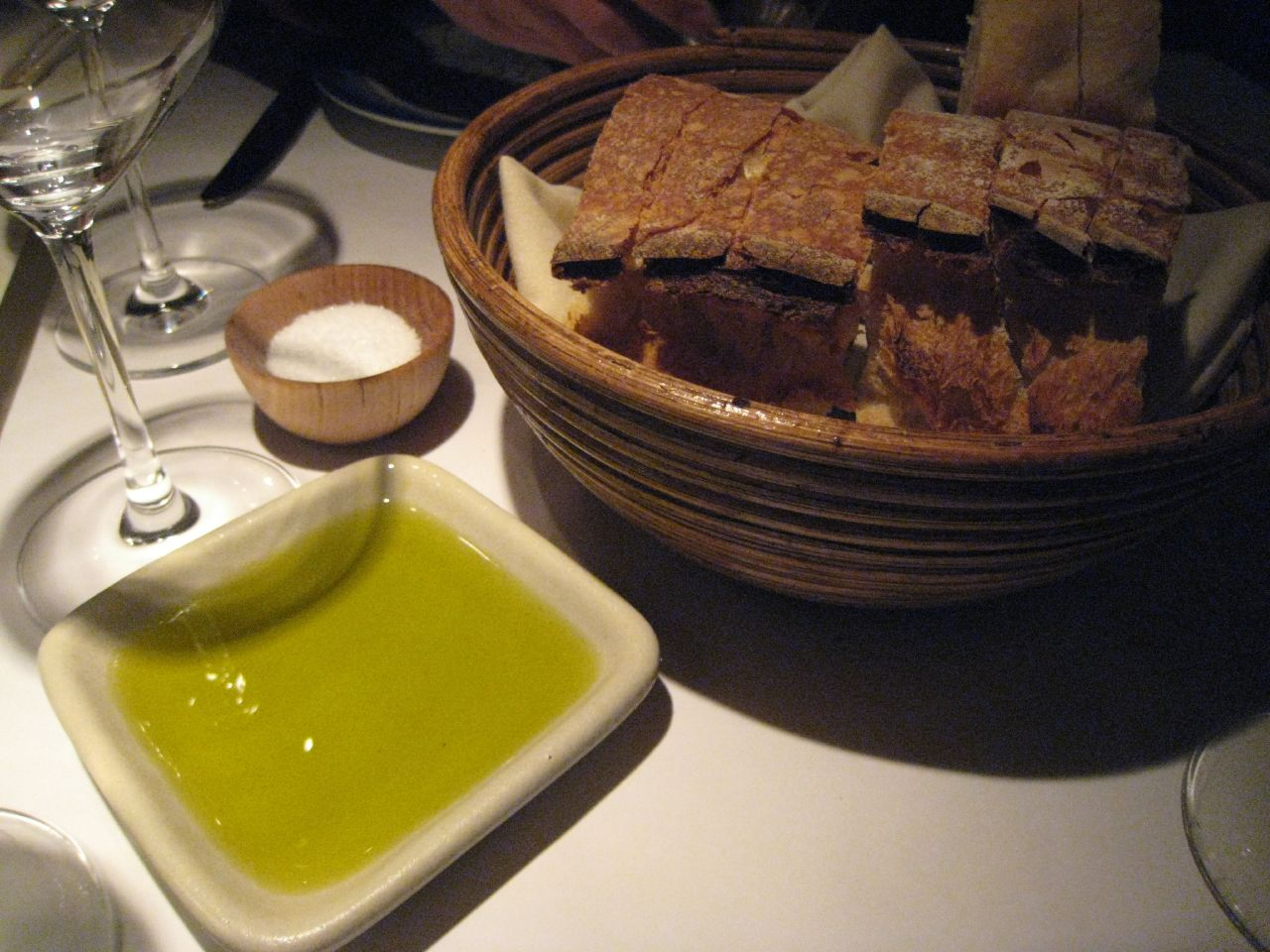
빵과 올리브유

이집트 피라미드에서 참깨, 올리브에 대한 기록과 함께 아마씨유, 피마자유가 출토됐다. 기원전 1000년께에는 팔레스타인, 시리아, 그리스 등지에서 올리브를 재배하고 기름으로 짜 이집트까지 수출했다는 기록도 있다. 로마시대에는 음식과 미용 등 여러분야에 올리브 오일을 많이 사용했다. 수요를 충당하기 위해 로마는 포르투갈과 스페인에 광활한 올리브 숲을 조성해 생산기지로 사용했다. 이 곳 뿐만 아니라 지중해 연안지역에서는 올리브 오일이 많이 생산되어 볶음과 튀김 조리법이 중세시대까지 전래되어 있었다.
기름을 사용한 튀김 조리 문화는 15세기에 포르투갈이 대항해시대를 개척하면서 다른 지역으로 전래되어 영향을 주었다. 포르투갈의 영향으로 벨기에의 감자튀김(프렌치 프라이), 영국의 피시앤칩스, 일본의 덴푸라(てんぷら), 미국에서 프라이드치킨이 탄생했다고 할 수 있다.
16세기에 남미에서 유럽으로 전래된 감자가 돼지사료로 사용되면서 사육두수가 증가하였다. 기존에는 잡식성인 돼지에게 줄 겨울철 사료가 부족하여 추워지기 전에 도축하여 소세지 등을 만들 수밖에 없었기에 사육개체수를 늘리는데 한계가 있었다. 돼지사육이 늘어나면서 돼지비계를 이용한 기름인 라드를 많이 만들어 사용하게 되었다. 그 밖에도 유채 등 여러 식물로부터 기름을 추출하여 사용하였다. 산업혁명과 인구증가로 식용과 공업용 기름의 수요가 증가하였다. 시장의 수요에 호응하여 공급량이 늘어났고 튀김요리를 판매하는 음식점들이 증가하기는 했으나, 돼지, 소, 고래 등 동물성 기름의 생산에는 한계가 있었으며 곡물씨앗을 볶은후 분쇄압착하는 재래식 착유는 수율이 낮았다. 그러던 것이 1856년에 영국에서 용매추출법이 개발되면서 생산량이 증가하였다.
1857년 미국인 윌리엄 피(William Fee)가 목화씨앗의 껍질을 대량으로 부수는 데 효과적인 분쇄기를 발명하였고, 1883년 미시시피 주 나체스에 면실유 제분소가 세워지는 등 기존에 거의 버려지다시피 했던 목화씨를 이용하여 대량으로 면실유가 저렴하게 생산되기 시작했다. 1911년, 미국 기업 P&G가 면실유를 반고체화 시킨 식용 쇼트닝을 개발한 후 크리스코(Crisco)라는 브랜드로 판매를 시작했다. 매우 저렴한 가격의 식용기름이 공급되자 일반 가정에서도 튀김요리를 할 수 있을 정도가 되면서 식용유의 대중화가 이루어졌다. 쇼트닝이 널리 보급된 또 다른 이유는 액상 식용유에서 발생하는 산패가 방지되고 운송과 보관이 용이했기 때문이다. 또한 면실유 외에도 옥수수 기름 등 여러 식물성 식용유가 시장에 공급되었다. 1944년에 목화씨 부족과 콩기름 생산 가격이 저렴해지면서 콩기름이 면실유를 제치고 시장 점유율 1위를 차지했다.

### 중국과 일본
중국에 현존하는 가장 오래된 종합 농업 기술서인 제민요술(齊民要術)에 들기름·참기름의 채유법이 나오는 것으로 미루어, 약 1400년 전에 시작된 것으로 추측된다. 수질이 안 좋은 중국에서는 삶거나 찌기 보다는 기름에 튀기는 것이 더 좋은 조리법이었기에 튀김문화가 일찍히 발달하였고 다양한 종류의 식용유가 있었다. 현대에도 튀김요리법은 중국인들이 가장 선호하는 조리법으로 식용유 소비시장은 매우 큰 편이다.
에도막부 이전에 일본에는 볶음과 튀김 조리법이 발달하지 못했으나 16세기말에 포르투갈 선교사들로 부터 튀김조리법을 전래받아 덴푸라 등 튀김요리들이 서서히 생겨겨났다. 에도막부가 주도하여 유채 재배가 활발해지며 일본의 튀김요리는 크게 발달했다. 메이지유신 이후 1872년에 이르러 육식에 대한 해금령이 내려지며 돈가스 등에 튀김이 대중화 되면서 식용유에 대한 수요는 크게 늘어났다.

### 한반도

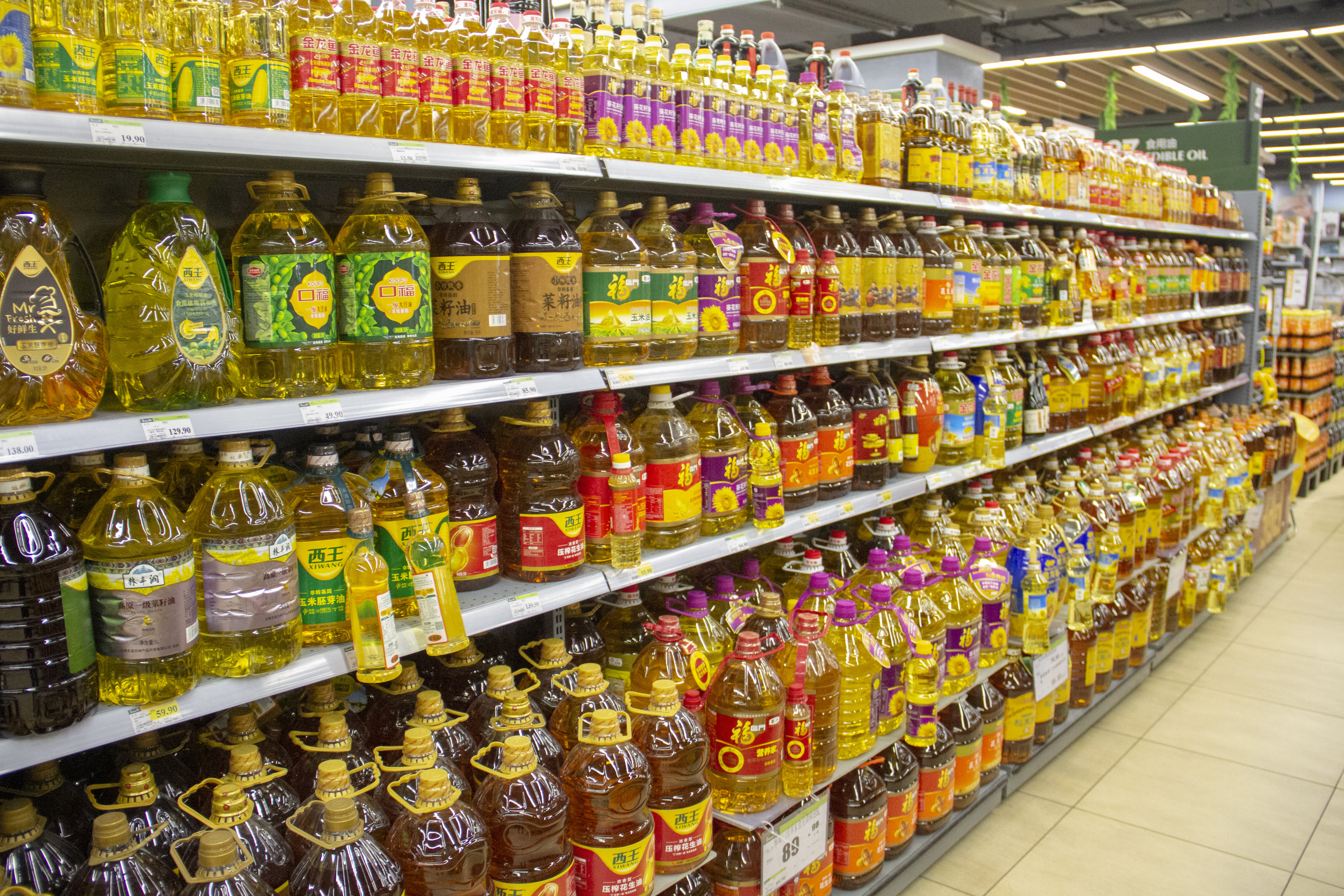
마트의 다양한 식용유

한반도에서는 『삼국사기』 신라본기 신문왕조의 폐백품목에 유(油)가 나오고, 『삼국유사』 선율환생조(善律還生條)에 호마유(胡麻油)가 나오는 것으로 미루어 삼국시대에 이미 식용유가 사용된 것을 알 수 있다. 그러나 생산량이 적은 관계로 예로부터 귀한 식재료에 속했기 때문에 일부 상류층 또는 부유층에서만 명절 등에 참기름이나 들기름을 사용할 수 있었다. 주로 부침개, 볶음 등의 요리였을 뿐 튀김요리는 크게 발달하지 못했다.
일제강점기때는 일본 덴푸라의 영향을 받았고 일제에 의해 한반도에서 콩기름과 면실유 생산량이 늘어났다. 광복후에는 동네마다 있던 방앗간에서 기름을 공급하는 영세한 규모였고, 전문적으로 식용유를 생산하는 사업자가 있었으나 가열 후 분쇄 압착을 통한 재래 방식을 사용하여 수율이 낮았기 때문에 공급량은 적었다.
1960년대들어 한국내 수요가 증가했으나 수입 의존율이 여전히 높았다. 그러던 것이 1971년, 동방유업(사조해표의 전신)이 한국에서는 최초로 용매추출법을 이용하여 콩기름(해표 식용유)을 대량 생산하였으나 독점체제가 유지되다가 1979년에 제일제당이 '백설표' 식용유를 생산하면서 부터 경쟁 체제가 시작되어 식용기름의 가격이 저렴해지면서 튀김 요리법이 대중화 되었다. 한국의 유지 소비량은 25만 t 이상으로 그 중 우지·돈지·야자유·대두유·유채유·미강유·피마자유·팜유·아마인유 등이 대부분을 차지한다. 유채유·미강유 이외의 것은 수입하고 있다.

## 건강과 영양

### 섭취와 건강
식용유지의 열량은 1 g당 9 kcal로서 영양소 중에서 단위중량당 가장 높은 칼로리를 가지고 있으므로 열량원으로서 중요하다. 소화흡수율은 어느 것이나 거의 비슷하지만 고래기름 ·정어리기름은 떨어진다. 유지의 소화에는 비교적 오랜 시간이 걸리므로, 소화기관이 약한 경우나 특히 여름에 많이 섭취하면 설사를 일으킨다.
FDA와 같은 감독 기관은 포화지방을 전체 열량의 10% 이하로 섭취할 것을 권장한다. 전체 섭취 열량에서 지방의 비율을 20-35%로 적정수준에서 유지하고, 이중 상당량을 생선, 견과류, 식물성 기름등의 불포화지방으로 섭취할 것을 권장한다.
포화지방이 식단에서 소량이여야 하는 것은 공통이지만, 후속 연구에서 혈중 LDL 농도와 많은 포화지방소비, 심혈관질환에 대한 위험인자에 대해 유의미 상관관계를 발견하였다.코호트 연구를 기반으로 한 후속 연구는, 포화지방을 불포화지방으로 섭취할 때에 (10% lower risk for 5% replacement), 긍정적이거나, 중립적인 결과를 발견하였다.
일부에서는 야자유, 팜유, 팜커널유를 포함한 포화지방이 높은 식용유를 강조하고 있지만, 올리브유, 땅콩기름, 콩기름, 면실유, 카놀라유와 같은 포화지방이 낮고 불포화지방이 높은 기름이 일반적으로 더 건강하다.
미국 국립 심장폐 혈액 연구소에서는 포화지방을 대체하여 올리브유, 카놀라유 같은 단불포화지방 식용유나, 콩기름, 해바라기씨유 같은 복합불포화지방 식용유를 소비할 것을 촉구하였다. 팜유를 대신하여, 콩기름과 해바라기씨유 같은 비수소 불포화지방 식용유의 소비가 심장 질환의 위험을 낮춘다는 연구가 있다.
땅콩이나 캐슈, 혹은 그 밖의 견과류에서 짜낸 식용유의 경우, 견과류 알레르기가 있는 사람에게는 위험할 수 있다.

### 논란
동물성 기름이 식물성 기름보다 건강에 해롭다고 알려져 있었다. 포화지방이 많은 동물성 기름은 혈관을 막히게 하여 심장병을 일으키며 반면 식물성 기름은 불포화 지방이 많아서 혈관을 뚫어주는 등 건강에 좋다는 것이다. 그러나 이를 뒤집는 연구결과도 많이 있다. 2016년 영국의학저널에 발표된 연구 결과에 의하면 전 세계 13개 연구결과를 종합 분석했더니 동물성 포화 지방을 많이 먹어도 심혈관 질환으로 사망할 위험이 전혀 높아지지 않는 것으로 나타났다. 또 동물의 내장에 자연상태로 있는 지방은 성인 당뇨병 위험을 낮추지만, 식물에서 추출한 기름을 오랫동안 보관하기 위해 구조를 인위적으로 바꾼, 이른바 트랜스 지방은 당뇨병 위험을 높이는 것으로 나타났다.

### 용도
샐러드유는 주로 생채소 요리용인데, 그대로 먹게 되므로 고도로 정제된 것이라야 하며, 윈터리제이션(winterization)이라는 저온처리를 거치게 된다. 콩기름 ·옥수수기름 ·유채유 등은 품질이 좋아 마요네즈 ·프렌치드레싱 ·기름절임 ·통조림용에 사용된다. 튀김용 기름은 식품을 튀기는 데 사용되는 기름으로서 샐러드유보다 정제도는 낮으나 담색이고 냄새가 없다. 콩기름 ·땅콩기름 ·유채유 ·옥수수기름 ·쌀겨기름 등이 사용된다. 제빵용에는 콩기름, 제과용에는 팜유 ·목화씨기름, 조미용에는 참기름 ·땅콩기름 등이 사용된다.

### 트랜스지방
불포화 지방을 고체화 하는 과정에서 생성되는 트랜스지방은 나쁜 콜레스테롤(LDL 콜레스테롤) 수치를 높이고 '좋은 콜레스테롤(HDL 콜레스테롤)'의 수치까지 낮추는 성질은 함께 가지고 있다. 액체 상태의 불포화지방이 산패되는 것을 막고 보관상의 용이를 위해서 고체 상태로 가공하는데, 이때 첨가하는 수소의 분자구조의 형태에 따라 트랜스지방이 생성된다.
다른 지방의 섭취와 달리 트랜스 지방은 꼭 필요한 지방이 아니다. 트랜스지방은 심장 관상동맥 질환의 위험을 높이고, 부분적으로 수소화된 기름인 트랜스지방은, 자연적으로 얻는 기름들보다 해롭다. 많은 연구에서 15~18 다량의 트랜스지방과 심장 관상동맥질환과 그밖의 질환발병과의 상관성을 지적하고 있으며, 미국 식품의약국 (FDA)과 심장, 폐, 혈액 연구소, 미국 심장 협회(AHA)는 트랜스지방섭취를 제한할 것을 권고하고 있다.

### 조리용 식용유
기름에 가열을 하면 그 특성이 바뀌게 된다. 실온에서 별 문제가 없던 기름이 일정 온도 이상으로 가열하면 건강에 해롭게 된다. 따라서 기름 선택에 있어, 그 조리 방법과 발연점을 고려하여 선택하는 것이 중요하다.
팜유는 콩기름, 옥수수유, 카놀라유, 아마유, 해바라기유, 홍화유 등보다 포화지방 함량이 높다. 따라서 팜유는 고온에서 튀기거나 굽는 조리, 산화 측면에서 여타의 높은 불포화지방을 함유한 기름들보다 내성을 갖는다. 팜유는 1900년 경부터 식품산업이 세계화와 함께 사용이 증가하게 되는데, 그것은 앞서 언급한 고온에서 튀기거나 굽는 조리에서도 안정적이고, 산화방지제 역할을 하기 때문이다.
섭씨 230도 이상, 화씨 446도 이상의 발화점을 갖는 식용유의 목록이다.
- 팜유
- 해바라기유
- 미강유
- 땅콩기름 (Peanut oil. 영국과 인도에서 groundnut oil로 판매됨.)
- 아보카도기름
- 겨자씨유
- 정제 참기름
- 정제 해바라기유[66]

### 저장 및 보관
모든 기름은 열과 빛, 산소에 의해 그 품질이 떨어진다. 상업적인 생산의 경우 역취의 발생을 억지하기 위해, 생산 과정에서 저장탱크에 질소 등의 가스를 주입하기도 한다.
서늘하고, 건조한 장소에서 오일은 가장 안정적이다. 그러나 부엌과 같은 실온 상태도 괜찮다. 열과 빛에 의해 품질이 떨어지는 것을 최소화 하기 위해서는 냉장고에서 적당기간 사용할 만큼만 덜어내어 사용하는 것이 좋다.
마카다미아유 같이 많은 불포화지방을 함유한 정제 기름의 경우, 6개월에서 1년간 품질을 유지한다.
냄새로 시험한 결과는 호두의 경우는 3개월 정도로, 라벨의 표시보다 짧았고, 대조적으로 포화지방이 높은 식용유인 아보카도유의 경우에는 불포화지방 함량이 낮아, 비교적 긴 시간을 실온에 보관할 수 있었다.
유지를 오랫동안 저장하면 유리지방산이 생겨 불쾌한 냄새가 나고 맛이 떨어진다. 이러한 현상을 유지의 산패라 한다. 또 액체상태로 있어야 할 기름이 굳어서 끈기가 생기는 경우가 있는데, 이것은 공기 중의 산소와 결합하여 변질되었기 때문이다. 따라서 식용유지를 잘 보존하려면 유지의 산화를 촉진하는 금속류를 피하여 유리그릇에 넣고, 공기와의 접촉을 적게 하기 위하여 입이 작은 병에 가득 넣는 것이 바람직하다.

## 종류와 특성
정제한 기름은 높은 발연점을 갖는다. 오일사용에 대한 일반적인 가이드로, 실험의 결과는 특정샘플(브랜드, 구성, 정제, 공정)의 품질에 민감하지만, 일반적인 비교에는 도움이 될 것이다. 
발연점은 기름의 발화 온도로, 해당 온도 이하로 사용하여 화재에 주의하여야한다. 어느 식용유로 조리하던 간에, 만약 조리시 연기가 나기 시작하면 즉시 가열을 중단하여야 한다. 조리 전에는 만약을 대비해 뚜껑을 덮을 수 있게 하는 등의 주의 조치가 필요하다.
|                                  | \| 기름·지방 \| 포화 지방 \| 단불포화 지방 \| 다불포화 지방 \| 오메가-3 \| 오메가-6 \| 발연점[note 1] \| 용도 \| \| ------------------------------------ \| --------- \| ------------- \| ------------- \| -------- \| -------- \| ----------------------- \| ----------------------------------------------------------- \| \| 아몬드유 \| 8% \| 66% \| 26% \| 0 \| 17% \| 221 °C (430 °F) \| 굽기, 소스, 향 \| \| 아보카도유 \| 12% \| 74% \| 14% \| 0.95% \| 12% \| 271 °C (520 °F) \| 지짐, 볶음, 찍어먹는 용도, 샐러드 기름 \| \| 버터 \| 66% \| 30% \| 4% \| 0.3% \| 2.7% \| 150 °C (302 °F) \| 조리, 굽기, 양념, 소스, 향 \| \| 버터기름, 기 \| 65% \| 32% \| 3% \| 0 \| 0 \| 190–250 °C (374–482 °F) \| 튀김, 조리, 볶음, 양념, 향 \| \| 카놀라유 \| 6% \| 62% \| 32% \| 9.1% \| 18% \| 225 °C (437 °F) \| 지짐, 굽기, 샐러드 드레싱 \| \| 야자유, (virgin) \| 92% \| 6% \| 2% \| 0 \| 1.8% \| 177 °C (351 °F) \| 조리,열대지방 요리, 미용 제품 \| \| 미강유 \| 20% \| 47% \| 33% \| 1.6% \| 33% \| 254 °C (489 °F) \| 조리, 지짐, 튀김, 샐러드 드레싱,깔끔한 향미 증진 \| \| 옥수수 기름 \| 13% \| 25% \| 62% \| 1.1% \| 53% \| 236 °C (457 °F) \| 지짐, 굽기, 샐러드 드레싱, 마가린, 쇼트닝 \| \| 면실유 \| 24% \| 26% \| 50% \| 0.2% \| 50% \| 216 °C (421 °F) \| 마가린, 쇼트닝, 샐러드 드레싱, 식품산업 튀김용 \| \| 아마유 (Linseed oil)[71] \| 11% \| 21% \| 68% \| 53% \| 13% \| 107 °C (225 °F)[72] \| 샐러드 드레싱, 영양 보충 \| \| 포도씨유 \| 12% \| 17% \| 71% \| 0.1% \| 69% \| 216 °C (421 °F) \| 조리, 샐러드 드레싱, 마가린 \| \| 마유(麻油) \| 9% \| 12% \| 79% \| 18% \| 55% \| 165 °C (329 °F) \| 조리, 샐러드 드레싱 \| \| 라드 \| 41% \| 47% \| 2% \| 1% \| 10% \| 138–201 °C (280–394 °F) \| 굽기, 지짐 \| \| 마가린, hard \| 80% \| 14% \| 6% \| 2% \| 22% \| 150 °C (302 °F)[note 2] \| 조리, 굽기, 양념 \| \| 겨자유 \| 13% \| 60% \| 21% \| 5.9% \| 15% \| 254 °C (489 °F) \| 조리, 지짐, 튀김, 샐러드 드레싱,깔끔한 향미 증진 \| \| 마가린, soft \| 20% \| 47% \| 33% \| 2.4% \| 23% \| 150–160 °C (302–320 °F) \| 조리, 굽기, 양념 \| \| 마카다미아유 \| 12.5% \| 84% \| 3.5% \| 0 \| 2.8% \| 210 °C (410 °F) \| 조리, 지짐, 튀김, 샐러드 드레싱, 견과류 풍미 증진 \| \| en:Diacylglycerol (DAG) oil \| 3.05% \| 37.95% \| 59% \| 0 \| - \| 215 °C (419 °F) \| 지짐, 굽기, 샐러드 기름 \| \| 올리브기름 (extra virgin) \| 14% \| 73% \| 11% \| 0.7% \| 9.8% \| 190 °C (374 °F) \| 조리, 샐러드 기름, 마가린 \| \| 올리브기름 (virgin) \| 14% \| 73% \| 11% \| 0.7% \| 9.8% \| 215 °C (419 °F) \| 조리, 샐러드 기름, 마가린 \| \| 올리브기름 (refined) \| 14% \| 73% \| 11% \| 0 \| 0 \| 225 °C (437 °F) \| 볶음, 재빨리 볶을 때, 튀김, 조리, 샐러드 기름, 마가린 \| \| 올리브기름 (extra light) \| 14% \| 73% \| 11% \| 0 \| 0 \| 242 °C (468 °F) \| 볶음, 재빨리 볶을 때, 지짐, 튀김, 조리, 샐러드 기름, 마가린 \| \| 팜유 \| 52% \| 38% \| 10% \| 0.2% \| 9.1% \| 230 °C (446 °F) \| 조리, 향, 식물성 기름, 쇼트닝 \| \| 땅콩기름 \| 18% \| 49% \| 33% \| 0 \| 31% \| 231 °C (448 °F) \| 지짐, 조리, 샐러드 기름, 마가린 \| \| 호박씨유 \| 8% \| 36% \| 57% \| 0% \| 64% \| 121 °C (250 °F) \| 샐러드 기름 \| \| 홍화씨유 \| 10% \| 13% \| 77% \| 0 \| 74% \| 265 °C (509 °F) \| 조리, 샐러드 드레싱, 마가린 \| \| 참기름 (Unrefined) \| 14% \| 43% \| 43% \| 0.3 \| 41% \| 177 °C (351 °F) \| 조리 \| \| 참기름 (semi-refined) \| 14% \| 43% \| 43% \| 0.3 \| 41% \| 232 °C (450 °F) \| 조리, 튀김 \| \| 콩기름 \| 15% \| 24% \| 61% \| 6.7% \| 50% \| 241 °C (466 °F) \| 조리, 샐러드 드레싱, 식물성 기름, 마가린, 쇼트닝 \| \| 해바라기유 (linoleic, refined) \| 11% \| 20% \| 69% \| 0% \| 56% \| 246 °C (475 °F) \| 조리, 샐러드 드레싱, 마가린, 쇼트닝 \| \| 해바라기유 (high oleic, refined)[73] \| 9% \| 82% \| 9% \| 0.2% \| 3.6% \| 225 °C (437 °F) \| 조리 \| \| en:Tea seed oil[74] \| 22% \| 60% \| 18% \| 0.7% \| 22% \| 252 °C (486 °F) \| 조리, 샐러드 드레싱, 재빨리 볶을 때, 지짐, 마가린 \| \| 호두기름 (Semi-refined) \| 9% \| 23% \| 63% \| 10% \| 53% \| 204 °C (399 °F)[75] \| 샐러드 드레싱, 찬 요리의 향미 증진 \| |               |               |          |          |                         |                                                             |
| 기름·지방                        | 포화 지방 | 단불포화 지방 | 다불포화 지방 | 오메가-3 | 오메가-6 | 발연점                  | 용도                                                        |
| 아몬드유                         | 8% | 66%           | 26%           | 0        | 17%      | 221 °C (430 °F)         | 굽기, 소스, 향                                              |
| 아보카도유                       | 12% | 74%           | 14%           | 0.95%    | 12%      | 271 °C (520 °F)         | 지짐, 볶음, 찍어먹는 용도, 샐러드 기름                      |
| 버터                             | 66% | 30%           | 4%            | 0.3%     | 2.7%     | 150 °C (302 °F)         | 조리, 굽기, 양념, 소스, 향                                  |
| 버터기름, 기                     | 65% | 32%           | 3%            | 0        | 0        | 190–250 °C (374–482 °F) | 튀김, 조리, 볶음, 양념, 향                                  |
| 카놀라유                         | 6% | 62%           | 32%           | 9.1%     | 18%      | 225 °C (437 °F)         | 지짐, 굽기, 샐러드 드레싱                                   |
| 야자유, (virgin)                 | 92% | 6%            | 2%            | 0        | 1.8%     | 177 °C (351 °F)         | 조리,열대지방 요리, 미용 제품                               |
| 미강유                           | 20% | 47%           | 33%           | 1.6%     | 33%      | 254 °C (489 °F)         | 조리, 지짐, 튀김, 샐러드 드레싱,깔끔한 향미 증진            |
| 옥수수 기름                      | 13% | 25%           | 62%           | 1.1%     | 53%      | 236 °C (457 °F)         | 지짐, 굽기, 샐러드 드레싱, 마가린, 쇼트닝                   |
| 면실유                           | 24% | 26%           | 50%           | 0.2%     | 50%      | 216 °C (421 °F)         | 마가린, 쇼트닝, 샐러드 드레싱, 식품산업 튀김용              |
| 아마유 (Linseed oil)             | 11% | 21%           | 68%           | 53%      | 13%      | 107 °C (225 °F)         | 샐러드 드레싱, 영양 보충                                    |
| 포도씨유                         | 12% | 17%           | 71%           | 0.1%     | 69%      | 216 °C (421 °F)         | 조리, 샐러드 드레싱, 마가린                                 |
| 마유(麻油)                       | 9% | 12%           | 79%           | 18%      | 55%      | 165 °C (329 °F)         | 조리, 샐러드 드레싱                                         |
| 라드                             | 41% | 47%           | 2%            | 1%       | 10%      | 138–201 °C (280–394 °F) | 굽기, 지짐                                                  |
| 마가린, hard                     | 80% | 14%           | 6%            | 2%       | 22%      | 150 °C (302 °F)         | 조리, 굽기, 양념                                            |
| 겨자유                           | 13% | 60%           | 21%           | 5.9%     | 15%      | 254 °C (489 °F)         | 조리, 지짐, 튀김, 샐러드 드레싱,깔끔한 향미 증진            |
| 마가린, soft                     | 20% | 47%           | 33%           | 2.4%     | 23%      | 150–160 °C (302–320 °F) | 조리, 굽기, 양념                                            |
| 마카다미아유                     | 12.5% | 84%           | 3.5%          | 0        | 2.8%     | 210 °C (410 °F)         | 조리, 지짐, 튀김, 샐러드 드레싱, 견과류 풍미 증진           |
| en:Diacylglycerol (DAG) oil      | 3.05% | 37.95%        | 59%           | 0        | -        | 215 °C (419 °F)         | 지짐, 굽기, 샐러드 기름                                     |
| 올리브기름 (extra virgin)        | 14% | 73%           | 11%           | 0.7%     | 9.8%     | 190 °C (374 °F)         | 조리, 샐러드 기름, 마가린                                   |
| 올리브기름 (virgin)              | 14% | 73%           | 11%           | 0.7%     | 9.8%     | 215 °C (419 °F)         | 조리, 샐러드 기름, 마가린                                   |
| 올리브기름 (refined)             | 14% | 73%           | 11%           | 0        | 0        | 225 °C (437 °F)         | 볶음, 재빨리 볶을 때, 튀김, 조리, 샐러드 기름, 마가린       |
| 올리브기름 (extra light)         | 14% | 73%           | 11%           | 0        | 0        | 242 °C (468 °F)         | 볶음, 재빨리 볶을 때, 지짐, 튀김, 조리, 샐러드 기름, 마가린 |
| 팜유                             | 52% | 38%           | 10%           | 0.2%     | 9.1%     | 230 °C (446 °F)         | 조리, 향, 식물성 기름, 쇼트닝                               |
| 땅콩기름                         | 18% | 49%           | 33%           | 0        | 31%      | 231 °C (448 °F)         | 지짐, 조리, 샐러드 기름, 마가린                             |
| 호박씨유                         | 8% | 36%           | 57%           | 0%       | 64%      | 121 °C (250 °F)         | 샐러드 기름                                                 |
| 홍화씨유                         | 10% | 13%           | 77%           | 0        | 74%      | 265 °C (509 °F)         | 조리, 샐러드 드레싱, 마가린                                 |
| 참기름 (Unrefined)               | 14% | 43%           | 43%           | 0.3      | 41%      | 177 °C (351 °F)         | 조리                                                        |
| 참기름 (semi-refined)            | 14% | 43%           | 43%           | 0.3      | 41%      | 232 °C (450 °F)         | 조리, 튀김                                                  |
| 콩기름                           | 15% | 24%           | 61%           | 6.7%     | 50%      | 241 °C (466 °F)         | 조리, 샐러드 드레싱, 식물성 기름, 마가린, 쇼트닝            |
| 해바라기유 (linoleic, refined)   | 11% | 20%           | 69%           | 0%       | 56%      | 246 °C (475 °F)         | 조리, 샐러드 드레싱, 마가린, 쇼트닝                         |
| 해바라기유 (high oleic, refined) | 9% | 82%           | 9%            | 0.2%     | 3.6%     | 225 °C (437 °F)         | 조리                                                        |
| en:Tea seed oil                  | 22% | 60%           | 18%           | 0.7%     | 22%      | 252 °C (486 °F)         | 조리, 샐러드 드레싱, 재빨리 볶을 때, 지짐, 마가린           |
| 호두기름 (Semi-refined)          | 9% | 23%           | 63%           | 10%      | 53%      | 204 °C (399 °F)         | 샐러드 드레싱, 찬 요리의 향미 증진                          |

| 기름·지방                        | 포화 지방 | 단불포화 지방 | 다불포화 지방 | 오메가-3 | 오메가-6 | 발연점                  | 용도                                                        |
| -------------------------------- | --------- | ------------- | ------------- | -------- | -------- | ----------------------- | ----------------------------------------------------------- |
| 아몬드유                         | 8%        | 66%           | 26%           | 0        | 17%      | 221 °C (430 °F)         | 굽기, 소스, 향                                              |
| 아보카도유                       | 12%       | 74%           | 14%           | 0.95%    | 12%      | 271 °C (520 °F)         | 지짐, 볶음, 찍어먹는 용도, 샐러드 기름                      |
| 버터                             | 66%       | 30%           | 4%            | 0.3%     | 2.7%     | 150 °C (302 °F)         | 조리, 굽기, 양념, 소스, 향                                  |
| 버터기름, 기                     | 65%       | 32%           | 3%            | 0        | 0        | 190–250 °C (374–482 °F) | 튀김, 조리, 볶음, 양념, 향                                  |
| 카놀라유                         | 6%        | 62%           | 32%           | 9.1%     | 18%      | 225 °C (437 °F)         | 지짐, 굽기, 샐러드 드레싱                                   |
| 야자유, (virgin)                 | 92%       | 6%            | 2%            | 0        | 1.8%     | 177 °C (351 °F)         | 조리,열대지방 요리, 미용 제품                               |
| 미강유                           | 20%       | 47%           | 33%           | 1.6%     | 33%      | 254 °C (489 °F)         | 조리, 지짐, 튀김, 샐러드 드레싱,깔끔한 향미 증진            |
| 옥수수 기름                      | 13%       | 25%           | 62%           | 1.1%     | 53%      | 236 °C (457 °F)         | 지짐, 굽기, 샐러드 드레싱, 마가린, 쇼트닝                   |
| 면실유                           | 24%       | 26%           | 50%           | 0.2%     | 50%      | 216 °C (421 °F)         | 마가린, 쇼트닝, 샐러드 드레싱, 식품산업 튀김용              |
| 아마유 (Linseed oil)             | 11%       | 21%           | 68%           | 53%      | 13%      | 107 °C (225 °F)         | 샐러드 드레싱, 영양 보충                                    |
| 포도씨유                         | 12%       | 17%           | 71%           | 0.1%     | 69%      | 216 °C (421 °F)         | 조리, 샐러드 드레싱, 마가린                                 |
| 마유(麻油)                       | 9%        | 12%           | 79%           | 18%      | 55%      | 165 °C (329 °F)         | 조리, 샐러드 드레싱                                         |
| 라드                             | 41%       | 47%           | 2%            | 1%       | 10%      | 138–201 °C (280–394 °F) | 굽기, 지짐                                                  |
| 마가린, hard                     | 80%       | 14%           | 6%            | 2%       | 22%      | 150 °C (302 °F)         | 조리, 굽기, 양념                                            |
| 겨자유                           | 13%       | 60%           | 21%           | 5.9%     | 15%      | 254 °C (489 °F)         | 조리, 지짐, 튀김, 샐러드 드레싱,깔끔한 향미 증진            |
| 마가린, soft                     | 20%       | 47%           | 33%           | 2.4%     | 23%      | 150–160 °C (302–320 °F) | 조리, 굽기, 양념                                            |
| 마카다미아유                     | 12.5%     | 84%           | 3.5%          | 0        | 2.8%     | 210 °C (410 °F)         | 조리, 지짐, 튀김, 샐러드 드레싱, 견과류 풍미 증진           |
| en:Diacylglycerol (DAG) oil      | 3.05%     | 37.95%        | 59%           | 0        | -        | 215 °C (419 °F)         | 지짐, 굽기, 샐러드 기름                                     |
| 올리브기름 (extra virgin)        | 14%       | 73%           | 11%           | 0.7%     | 9.8%     | 190 °C (374 °F)         | 조리, 샐러드 기름, 마가린                                   |
| 올리브기름 (virgin)              | 14%       | 73%           | 11%           | 0.7%     | 9.8%     | 215 °C (419 °F)         | 조리, 샐러드 기름, 마가린                                   |
| 올리브기름 (refined)             | 14%       | 73%           | 11%           | 0        | 0        | 225 °C (437 °F)         | 볶음, 재빨리 볶을 때, 튀김, 조리, 샐러드 기름, 마가린       |
| 올리브기름 (extra light)         | 14%       | 73%           | 11%           | 0        | 0        | 242 °C (468 °F)         | 볶음, 재빨리 볶을 때, 지짐, 튀김, 조리, 샐러드 기름, 마가린 |
| 팜유                             | 52%       | 38%           | 10%           | 0.2%     | 9.1%     | 230 °C (446 °F)         | 조리, 향, 식물성 기름, 쇼트닝                               |
| 땅콩기름                         | 18%       | 49%           | 33%           | 0        | 31%      | 231 °C (448 °F)         | 지짐, 조리, 샐러드 기름, 마가린                             |
| 호박씨유                         | 8%        | 36%           | 57%           | 0%       | 64%      | 121 °C (250 °F)         | 샐러드 기름                                                 |
| 홍화씨유                         | 10%       | 13%           | 77%           | 0        | 74%      | 265 °C (509 °F)         | 조리, 샐러드 드레싱, 마가린                                 |
| 참기름 (Unrefined)               | 14%       | 43%           | 43%           | 0.3      | 41%      | 177 °C (351 °F)         | 조리                                                        |
| 참기름 (semi-refined)            | 14%       | 43%           | 43%           | 0.3      | 41%      | 232 °C (450 °F)         | 조리, 튀김                                                  |
| 콩기름                           | 15%       | 24%           | 61%           | 6.7%     | 50%      | 241 °C (466 °F)         | 조리, 샐러드 드레싱, 식물성 기름, 마가린, 쇼트닝            |
| 해바라기유 (linoleic, refined)   | 11%       | 20%           | 69%           | 0%       | 56%      | 246 °C (475 °F)         | 조리, 샐러드 드레싱, 마가린, 쇼트닝                         |
| 해바라기유 (high oleic, refined) | 9%        | 82%           | 9%            | 0.2%     | 3.6%     | 225 °C (437 °F)         | 조리                                                        |
| en:Tea seed oil                  | 22%       | 60%           | 18%           | 0.7%     | 22%      | 252 °C (486 °F)         | 조리, 샐러드 드레싱, 재빨리 볶을 때, 지짐, 마가린           |
| 호두기름 (Semi-refined)          | 9%        | 23%           | 63%           | 10%      | 53%      | 204 °C (399 °F)         | 샐러드 드레싱, 찬 요리의 향미 증진                          |

### 다른 식품군과의 비교
|  | \| \| 포화지방 \| 단불포화지방 \| 다불포화지방 \| |              |              |
|  | 포화지방                                          | 단불포화지방 | 다불포화지방 |

|  | 포화지방 | 단불포화지방 | 다불포화지방 |

## 착유 및 정제

### 추출

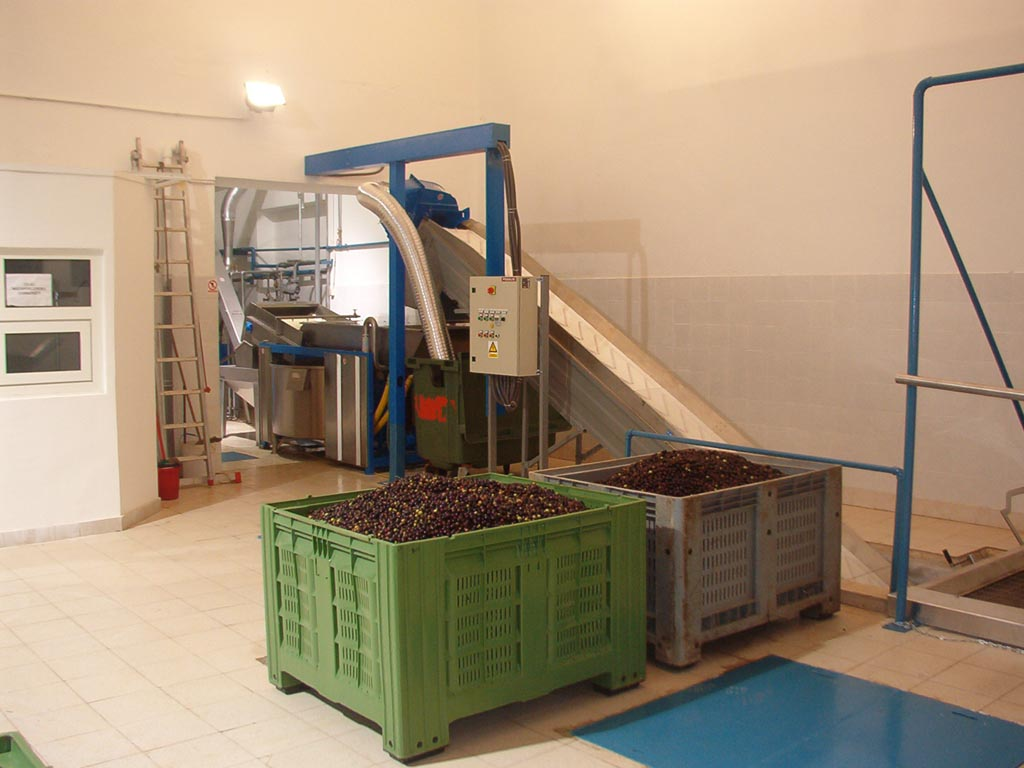
크로아티아의 올리브유 작업장

융출법·압착법·추출법 등이 있으며, 원료의 종류와 함유량, 그 뒤의 공정 등을 고려하여 선택된다. 대규모 생산의 경우는 화학적 용매와 착유기, 원심분리기를 복합적으로 사용한다. 식용유의 착유 및 정제는 별개의 과정이다. 일반적으로 견과류나 과일, 식물의 씨에서 착유함으로써 기름을 얻게 된다. 정제는 모양이나 질감, 맛, 냄새, 또는 화학적구조를 변경하는 과정으로, 보통 구매자의 요구에 따라 이루어진다.
융출법은 동물원료를 가열하여 유지를 녹여내는 방법으로, 유지함량이 특히 많은 우지(牛脂)·돈지(豚脂)·양지(羊脂)·어유(魚油)·고래유 등에 널리 쓰이고 있는데, 식물원료에는 적합하지 않다.
압착법은 원료를 가압하여 유지를 짜내는 방법으로, 콩·유채·참깨 등의 식물원료에 쓰이고 있다. 식물원료는 동물원료에 비해 비유지분이 많다.
추출법은 유지 채취원료를 헥산 등의 휘발성 용제에 담가 유지류를 용해시켜 채취하는 방법이다. 주로 식물성유지의 채취, 특히 원료 중에 20%의 유지를 함유하는 콩기름, 면실유 등에 널리 쓰이고 있다. 이 방법은 유지 중의 잔류유지를 0.5% 이하로 할 수 있다.

### 정제
식용유 정제는 각각의 방법을 통해, 또는 이를 조합하여 필요에 맞추어 진행할 수 있다.
1. 증류. 기름을 가열하여, 추출과정에서 투입된 화학 용제를 증발시킨다.
2. 이물 제거. 끈적한 검(gum)과 단백질 성분을 뜨거운 물을 이용해 침전시킨후, 물을 버려 제거한다.
3. 중화(또는 제산). 수산화나트륨이나 탈산나트륨을 이용하여 지방산 인지질, 색소, 왁스를 제거한다.
4. 냉각. 온도를 낮게 떨어뜨리고, 이 때 형성되는 고체 이물들을 제거한다.
5. 탈취. 고온·고압에서 증기를 이용해 불안정한 화합물들을 제거해 이취를 처리한다.
6. 방부처리. BHA나 BHT같은 방부제를 첨가하여 고온·고압 처리로 불안정해진 기름을 안정 시킨다.
7. 여과. 화학적인 공정 없이도, 큰 입자를 걸러냄으로써 정제를 할 수 있다. 기름의 상태 변화 없이 가능하다.

대규모의 상업적 생산의 경우, 냄새 및 외관의 균일성, 보존 기간 등을 이유로 위 과정을 모두 포함하여 처리한다. 일부 식용유 중 건강식품 시장을 대상으로 하는 경우 고온·고압 처리와 화학적 처리를 최소한으로 하여 시장에 나오기도 한다.

## 폐기
폐기되는 식용유의 적절한 처리는 폐기물 관리에 있어 중요한 부분이다. 기름은 물보다 가벼워 물위로 얇고 넓은 막으로 퍼져 산소교환을 방해하는데, 이 때문에 1리터의 기름이 100만 리터의 물을 오염시킬 수 있다.  또한 기름은 파이프 안에서 굳어지면서 배관을 막히게 하기도 한다.
이런 이유들로, 기름을 부엌 싱크대나 화장실 변기에 버려서는 안되는 것이다. 기름은 일반쓰레기와는 별도로 적절한 용기에 담아 분리 배출해야 한다. 냉장고에 기름용기를 두고 처리하면, 좀 더 쉽고 덜 지저분하게 처리할 수 있다.

### 재활용
식용유는 재활용이 가능하다. 사료로 이용될 수도 있고, 바로 연료로도 사용 가능하다. 그리고 폐식용유를 가공하여 바이오디젤을 만들 수도 있다. 그밖에 비누를 비롯한 다른 제품으로도 재활용이 가능하다.
관련 업계에서는, 식당이나, 식품가공업체에서 굽거나 튀기는 용도로 사용된 이후 배출되는 폐식용유를 재활용식물성기름(RVO, recycled vegetable oil), 사용된식물성기름(UVO, used vegetable oil), 폐식용유 (WVO, waste vegetable oil),또는 노란 그리스(yellow grease)로 부르기도 한다.
노란 그리스는 가축의 사료, 비누제조, 메이크 업, 옷, 세정제, 바이오디젤 용도로 쓰인다. 폐식용유는 바이오디젤로도 가공이 가능하고, 곧바로 디젤엔진의 연료나, 난반용으로 쓰일 수 있다.
폐식용유 거름망이나 회수 장치를 싱크대나 바닥 배수장치에 설치하게 되면, 지방질이나 기름이 모아지게 된다. 이것들은 재활용 산업에서 갈색기름(brown grease)라고 불린다. 이런 갈색기름은 대부분의 썩은 음식물 등의 고체 찌꺼기가 있어, 대부분 재사용이 부적절하다.
거터 오일(Gutter oil) 또는 트렌치 오일(Trench Oil)은 아시아에서 이용되는 재활용 기름인데, 일반 기름과 흡사하지만, 독성을 함유하고 있다. 조리 용도로 불법적인 유통이 되고 있는데, 그 기원이 갈색 기름이다.

### 참조
1. ↑  
The smoke point of an oil depends primarily on its free fatty acid content (FFA) and molecular weight. Through repeated use, as in a deep fryer, the oil accumulates food residues or by-products of the cooking process, that lower its smoke point further. The values shown in the table must therefore be taken as approximate, and are not suitable for accurate or scientific use.[69][70]
2. ↑  
The smoke point of 마가린 varies depending on the types of oils used in its formulation, but can be generally assumed to be similar to that of butter.

## 같이 보기
- 포도씨유
- 카놀라유
- 올리브유
- 옥수수기름
- 들기름
- 콩기름
- 참기름